# Musée Guggenheim Hermitage de Vilnius
Le musée Guggenheim Hermitage de Vilnius est un projet de musée d'arts situé à Vilnius en Lituanie. Lancé en 2008, il a été abandonné en 2010.

## Histoire
Le 8 avril 2008, la Fondation Solomon R. Guggenheim annonce l'attribution du futur musée Guggenheim Hermitage à l'architecte anglo-irakienne Zaha Hadid. Les autres projets étaient proposés par les architectes Daniel Libeskind et Massimiliano Fuksas. Cette initiative s'inscrit dans le cadre du titre de capitale européenne de la culture 2009 et reçoit également l'appui du Musée de l'Ermitage.
En juin 2008, le gouvernement lituanien a officiellement approuvé le projet de création du musée à Vilnius en collaboration avec la Fondation Solomon R. Guggenheim et le Musée de l'Ermitage. L'ouverture au public est d'abord prévue pour 2011, puis pour 2013, avant d'être à nouveau reportée après une affaire de corruption impliquant le Jonas Mekas Visual Arts Center (en).
Le projet est finalement abandonné en 2010 au profit du Guggenheim Helsinki, lui-même abandonné en 2016.